# Klaas Buchly
Nicolaas "Klaas" Buchly (26 de janeiro de 1910 — 19 de maio de 1965) foi um ciclista holandês que participava em competições de ciclismo de pista.
Competiu nos Jogos Olímpicos de Londres 1948 na prova tandem de 2 km, terminando na quinta posição, juntamente com Tinus van Gelder.